# Oh! Marquise

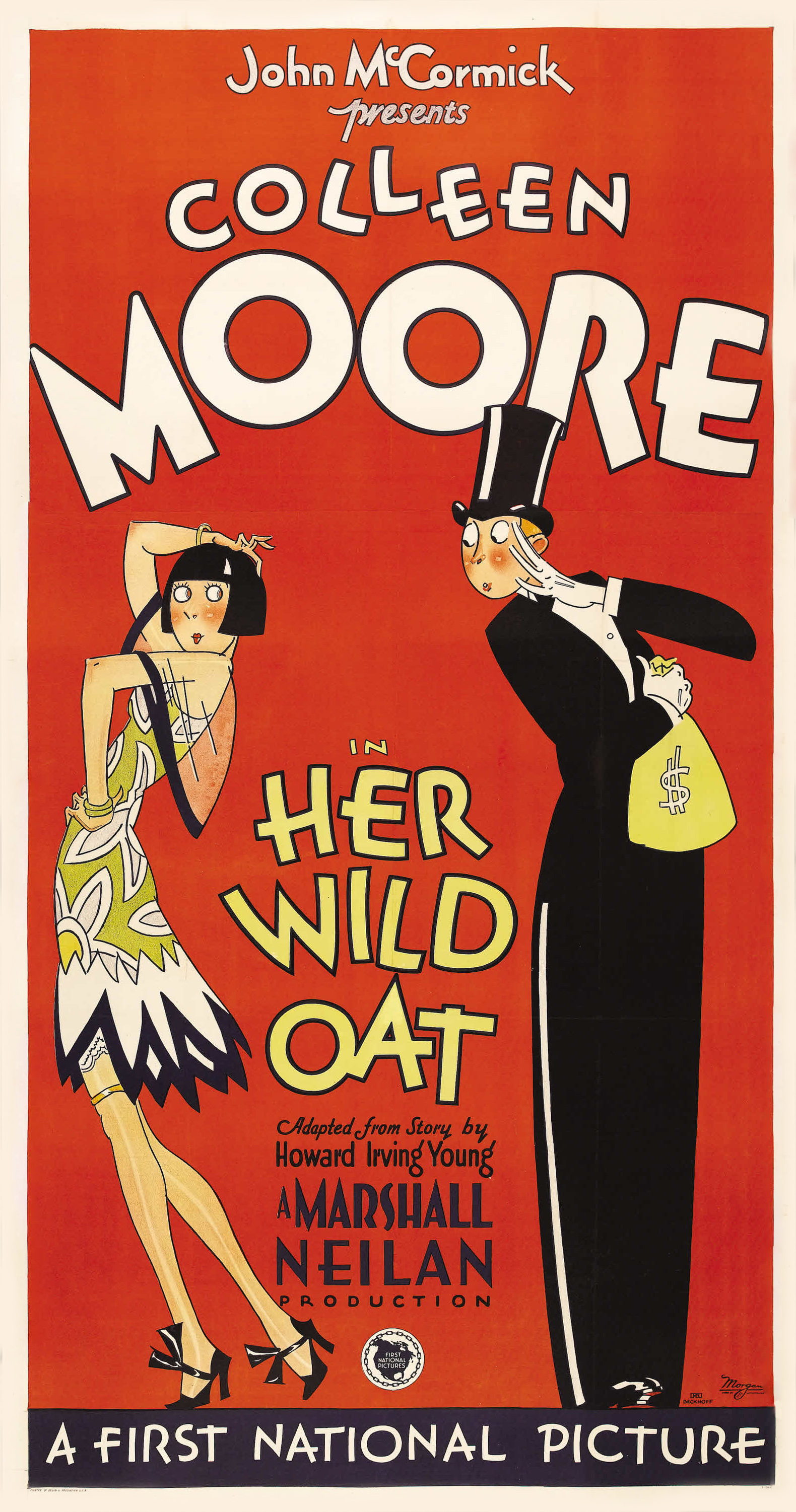
Affiche du film.

Oh! Marquise (Her Wild Oat) est un film américain réalisé par Marshall Neilan, sorti en 1927.

## Fiche technique
- Réalisation : Marshall Neilan
- Scénario : Gerald C. Duffy (en) d'après une histoire de Howard Irving Young
- Producteur : John McCormick
- Photographie : George J. Folsey
- Montage : Alexander Hall
- Distributeur : First National Pictures
- Durée : 70 minutes
- Date de sortie : 25 décembre 1927

## Distribution
- Colleen Moore : Mary Lou Smith
- Larry Kent : Philip Latour
- Hallam Cooley : Tommy Warren
- Gwen Lee : Daisy
- Martha Mattox : Dowager
- Charles Giblyn : Duke Latour
- Julanne Johnston : Miss Whitley

## Statut du film
Une copie du film a été retrouvée dans les archives du centre national du cinéma à Prague en 2001.